# Професионална гимназия по селско стопанство (Попово)
Професионална гимназия по селско стопанство е средно училище в Попово, на адрес: ул. „Раковска“ № 1. Има една учебна смяна - сутрин. От 2010 година насам директор на училището е Теменуга Тодорова.

## История
Училището е основано на 10 април 1958 година, като Селскостопански техникум „Осми конгрес“. През 1973 година към училището се открива СПТУ по селско стопанство с тригодишен срок на обучение. През 1983 година се преименува на Селскостопански техникум „Стоян Минев“. От 8 януари 2003 година училището се нарича Професионална гимназия по селско стопанство.

## Материална база
Училището е четириетажен учебен корпус, отопляван с природен газ. Има добре оборудвани кабинети по Безопасност на движението, Животновъдство, Растениевъдство, Земеделска техника, ССМ, Трактори и автомобили, Английски език, Немски език, История и цивилизация, Математика, Български език и литература, Философия. Разполага с 2 компютърни кабинета в локална мрежа и връзка с интернет.